# Lepidozona bisculpta
Lepidozona bisculpta är en blötdjursart som först beskrevs av Carpenter in Pilsbry 1892.  Lepidozona bisculpta ingår i släktet Lepidozona och familjen Ischnochitonidae. Inga underarter finns listade i Catalogue of Life.